# Brooklyn (del av en befolkad plats i Australien)
Brooklyn är en del av en befolkad plats i Australien. Den ligger i kommunen Brimbank och delstaten Victoria, omkring 11 kilometer väster om delstatshuvudstaden Melbourne. Antalet invånare är 1 640.
Runt Brooklyn är det mycket tätbefolkat, med 1 361 invånare per kvadratkilometer.. Närmaste större samhälle är Melbourne, omkring 11 kilometer öster om Brooklyn. 
Runt Brooklyn är det i huvudsak tätbebyggt. Genomsnittlig årsnederbörd är 971 millimeter. Den regnigaste månaden är juni, med i genomsnitt 115 mm nederbörd, och den torraste är januari, med 34 mm nederbörd.